# Shōkō Asahara
Chizuo Matsumoto (松本智津夫 Matsumoto Chizuo?,  Yatsushiro, Japón, 2 de marzo de 1955-Tokio, Japón 6 de julio de 2018) conocido como Shōkō Asahara (麻原 彰晃 Asahara Shōkō?) fue el líder espiritual de Aum Shinrikyo (que significa "Verdad Suprema"), el cual fue una secta japonesa apocalipticista que sincretiza elementos budistas y cristianos y que en 1995 fue acusada de realizar los atentados terroristas con gas sarín en el metro de Tokio.
Asahara quien fue acusado de ser el cerebro detrás de los ataques, fue condenado a muerte por los atentados al Metro de Tokio. En 2012, se pospuso la fecha para su ejecución debido al arresto de otros miembros de la secta que se encontraban fugitivos. Fue ejecutado el 6 de julio de 2018 por ahorcamiento.

## Biografía

### Iluminación
Se quedó ciego del ojo izquierdo por un glaucoma infantil, y gracias a las ayudas económicas se graduó en 1977 y empezó a estudiar acupuntura y medicina tradicional china.
Asahara practicó yoga hasta convertirse en maestro mientras iba profundizando en tradiciones religiosas como el budismo, el taoísmo y la astrología china.
El objetivo de Asahara era 'alcanzar la iluminación última'. En un primer momento, formó parte del culto Agon Shu (presente en Europa y calificado de secta destructiva). Una de las prácticas más curiosas de este grupo es la de los 3 años consecutivos de ofrendas. A aquellos que ofrecen dinero diariamente durante este periodo se les promete la iluminación.
Asahara consideraba como una virtud esencial en el desarrollo espiritual la constancia y la entrega al método. Ponía como ejemplo que durante su período de 3 años de ofrendas tuvo serias dudas sobre el culto de Agon Shu. A pesar de ello, cumplió hasta el final con esta práctica, y solo después de terminarla, abandonó la organización.
Comienza a enseñar yoga en su apartamento en el distrito de Shibuya. En aquel entonces no quería aceptar ningún pago por sus enseñanzas por la tradición de que solo aquel que ha alcanzado la iluminación puede aceptar ofrendas materiales.

### Aum Shinrikyo
En 1987, Asahara viajó a la India y contó a sus discípulos que había alcanzado su objetivo final: la iluminación. Los discípulos más cercanos le ofrecieron dinero que éste no aceptó; finalmente lo utilizaron para organizar un seminario intensivo de yoga que atrajera gente interesada en el desarrollo espiritual. El propio Asahara instruyó a los participantes y el grupo comenzó a crecer exponencialmente.
Este año Shoko cambió oficialmente su nombre y comenzó el registro del grupo Aum Shinrikyo. Las autoridades japonesas se mostraron inicialmente reacias a concederles el estatus de organización religiosa y congelaron el proceso de registro. El grupo no fue reconocido legalmente hasta que se resuelve su apelación, en 1989. La orden monástica se establece, mientras que siguen uniéndose nuevos seguidores.
Durante el período de desarrollo de Aum, Shoko escribió buen número de libros. El más conocido Más allá de la Vida y la Muerte, el Mahayana Sutra y la Iniciación.

### Ataque al metro de Tokio
El 20 de marzo de 1995, creyentes de Aum atentaron en el metro de Tokio esparciendo gas sarín. Murieron trece personas, y más de 6.000 resultaron intoxicadas. Tras los primeros indicios, las autoridades sospecharon de Corea del Norte, pero después acusaron a Aum Shinrikyo de ser cómplices o perpetradores del ataque, así como de una serie de incidentes de menor escala. Decenas de discípulos fueron detenidos y las sedes de Aum registradas (en una de las sedes, se encuentra un helicóptero con el que tal vez se rociaría la ciudad capital) y el juzgado ordenó la detención de Shoko Asahara. Se le descubrió en una pequeña habitación incomunicada de un edificio propiedad de Aum, meditando.

### Sentencia
Shoko es sentenciado, encarcelado y se enfrenta a 27 penas de asesinato en 13 acusaciones separadas. La fiscalía arguye que "Asahara dio la orden de atacar el metro de Tokio" y le acusa de haber preparado el incidente de Matsumoto y el asesinato de la familia Sakamoto. Algunos de los discípulos testificaron en contra de Asahara en el juicio del siglo para la prensa japonesa, quien fue finalmente declarado culpable de 13 cargos de los 17 (otros tres fueron retirados) y sentenciado a muerte en la horca en 27 de febrero de 2004.
Yoshihiro Yasuda, el abogado de Asahara con mayor preparación, fue arrestado y no pudo participar en la defensa a pesar de ser absuelto finalmente. La organización Human Rights Watch criticó el aislamiento de Yasuda y por lo tanto Asahara fue defendido solo por abogados de oficio. Poco después del principio del juicio, Asahara cooperó con la defensa y dio explicaciones amplias acerca de la doctrina, objetivos y otros temas de la organización. Más tarde, abandonó la postura de representante de Aum para defender a la organización de la disolución inminente.
Desde entonces, Asahara dejó de hablar, incluso con los miembros de su familia, y dedicó sus días a la meditación. La organización ha cambiado su nombre y mantiene un perfil bajo en los suburbios de Tokio.
Durante el examen psiquiátrico, nunca habló. Sin embargo, se comunicó con el personal de la instalación por lo tanto era un silencio arbitrario. El 27 de marzo de 2006 el alto tribunal de Tokio decidió no conceder el tribunal de apelación, lo mismo que dictaminó el Tribunal Supremo de Japón el 15 de septiembre de 2006.
En junio de 2012 su ejecución fue pospuesta debido a la detención de algunos integrantes de la secta que se encontraban prófugos tras los Ataques al Metro de Tokio.

### Ejecución
En la mañana del 6 de julio de 2018, diversos medios de comunicación y agencias de noticias japonesas informaron que Shoko Asahara, junto con 12 seguidores en prisión, fueron ejecutados en la horca.